# Kecamatan Siau Barat
Kecamatan Siau Barat är ett distrikt i Indonesien.   Det ligger i provinsen Sulawesi Utara, i den nordöstra delen av landet, 2 300 km öster om huvudstaden Jakarta. Kecamatan Siau Barat ligger på ön Pulau Siau.